# Sabela de Cambados
Sabela de Cambados es una película española de drama estrenada en 1949, dirigida por Ramón Torrado y protagonizada en los papeles principales por María Fernanda Ladrón de Guevara, Amparo Rivelles y Jorge Mistral.
La película fue producida por Suevia Films, del vigués Cesáreo González y está basada en una obra de teatro homónima de Adolfo Torrado.
A pesar del título, no fue filmada en Cambados, lo que causó indignación entre los inmigrantes cambadeses en Argentina que asistieron a la proyección esperando ver imágenes de su tierra natal. El rodaje tuvo lugar en las ciudades de Santiago de Compostela, A Coruña, Betanzos, Guisamo, Sada y San Pantaleón.
En la película se reproducen varias canciones populares gallegas interpretadas por el grupo Anaquiños d'a Terra. También incluye varias escenas de la romería de Caneiros de Betanzos.

## Sinopsis
En el pazo de Armental, en Cambados, los marqueses de Soñeira viven un matrimonio infeliz. La marquesa Sabela siente que su esposo Jaime no la ama. Jaime parte hacia Madrid, donde vive una vida de lujo con su prima y amante Julia. Un día regresa de América Juan de Mourente, un indiano que había sido amor de infancia de Sabela antes de su partida, y al que nunca olvidó.
Por otra parte, el hijo de Sabela, Eduardo, se va a estudiar a Santiago y deja sola a su novia Tonucha, que vive en palacio como ahijada de Sabela, ya que sus padres murieron.

## Reparto
- María Fernanda Ladrón de Guevara como Doña Sabela.
- Rafael Bardem como Don Jaime.
- Amparo Rivelles como Tonucha.
- Jorge Mistral como Eduardo Armental.
- Fernando Fernández de Córdoba como Juan de Mourente.
- Xan das Bolas como Benito.
- Félix Fernández como Don Antonio.
- Juanita Mansó como Dona Remedios.
- Arturo Marín como Martín.
- Fernando Aguirre como Don Pepiño Moncada.
- José Riesgo como Amigo de Eduardo.
- Fernando Rey (Voz en off).